# Häxprocessen i Molsheim

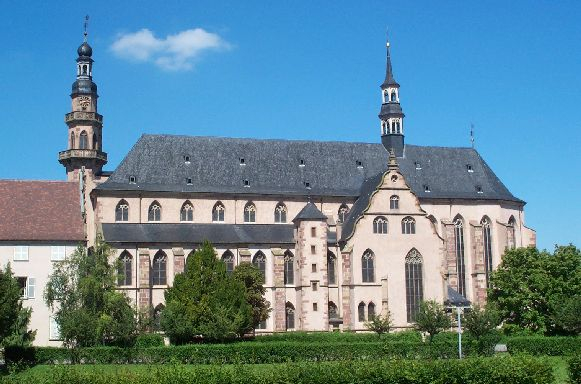
Jesuitkyrkan i Molsheim

Häxprocessen i Molsheim var en häxprocess som ägde rum i Molsheim i Alsace mellan 1626 och 1630. 
Den resulterade i minst 113 dödsoffer av vilka 11 var män. Denna siffra gäller dock endast de fall som finns dokumenterade, och mycket information saknas. Man känner till exempel till att många av de dömda var barn, och i de officiella listorna för avrättade antecknades inte barn. 
Häxprocessen var en del av den intensiva häxjakt som pågick under 1620-talet i sydvästra Tyskland och i Alsace i nordöstra Frankrike. Det var ett område som påverkades av religiösa spänningar på grund av en intensiv motreformation och ekonomiska spänningar på grund av dåliga skördar och klimatförändringar; den närliggande häxprocessen i Ban de la Roche (1620-1621) avrättade 70 personer. 
Molsheim var centrum för motreformationen i området och säte för ett jesuitseminarium, och myndigheterna drev en strikt katolsk politik över ett området där protestantismen tidigare varit vanlig. En majoritet av offren var fattiga vuxna kvinnor. En annan särskilt utsatt kategori var manliga studenter vid jesutiernas seminarium, som anklagades för att ha slutit en pakt med Djävulen, av vilka många var barn. 
Häxprocessen stoppades av myndigheterna 1630-1631, när de stora häxprocesserna i Sydtyskland också upphörde.